# Pascoal (homem claríssimo)
Pascoal ou Pascal (em latim: Paschalis) foi um bizantino do século VII, ativo durante o reinado dos imperadores Maurício (r. 582–602) e Focas (r. 602–610) na Sicília. Provavelmente um homem claríssimo (vir clarissimus), foi o destinatário, junto com Consolância, de uma carta do papa Gregório I (590–604) datada de fevereiro de 603. Provavelmente era marido de Consolância. Ambos estavam em débito com a Igreja e Gregório enviou seu cartulário Adriano como reitor à Sicília para planejar uma solução para eles.